# Grande moschea di Parigi
La Grande moschea di Parigi (in francese Grande Mosquée de Paris), sita nel V arrondissement, è la più grande moschea di Francia e la terza in Europa.

## Storia
Fondata dopo la prima guerra mondiale come segno di gratitudine della Francia nei confronti dei musulmani tirailleurs delle colonie che combatterono contro la Germania, la Moschea fu costruita secondo lo stile mudéjar ed il suo minareto è alto 33 metri. Il presidente Gaston Doumergue l'ha inaugurata il 15 luglio 1926. Aḥmad al-ʿAlawī (1869-1934), un sufi algerino, fondatore della confraternita sufi Darqawiyya Alawiyya, un ramo della Shadhiliyya, vi guidò la prima preghiera comune all'inaugurazione alla presenza del presidente francese.
La moschea, sotto la guida dell'imam Si Kaddour Benghabrit, si rese protagonista nel corso della seconda guerra mondiale del salvataggio di centinaia di famiglie ebraiche, principalmente originarie del Maghreb. La moschea si attivò nella realizzazione di centinaia di documenti falsi che certificassero un'identità musulmana; gli ebrei venivano poi ospitati negli appartamenti della moschea, mescolati alle famiglie musulmane ivi residenti, per poi essere affidati alla Resistenza francese, la quale si impegnava nel portarli fuori dai confini del Paese. Gli ebrei salvati dalla moschea, essendo originari del Maghreb, condividevano gran parte dei tratti culturali e somatici con i membri della comunità musulmana maghrebina tra i quali furono nascosti, fatto che rese più semplice la loro copertura. Tra gli ebrei salvati dalla moschea si ricorda il cantante algerino Salim Halali.
Attualmente il muftī che la dirige è Chems-Eddine Hafiz.